# Robert Simpson (Komponist)
Robert Wilfred Levick Simpson (* 2. März 1921 in Leamington Spa; † 21. November 1997 in Tralee, County Kerry, Irland) war ein britischer Komponist und Musikschriftsteller.

## Leben
Simpsons Vater, Robert Warren Simpson, war Brite; seine Mutter, Helena Hendrika Govaars, kam aus den Niederlanden. Er studierte an der Westminster City School bei Herbert Howells. 1946 heiratete er Bessie Fraser; nach deren Tod 1981 heiratete er 1982 Angela Musgrave, eine Verwandte der Komponistenkollegin Thea Musgrave. Abgesehen von der Musik galt seine große Leidenschaft der Astronomie; er war Mitglied der British Astronomical Association und der Royal Astronomical Society. Überdies war Simpson überzeugter Sozialist. Er erhielt zahlreiche Ehrungen, so 1952 den Doctor of Music der University of Durham, 1956 die Carl-Nielsen-Goldmedaille (für sein Buch Carl Nielsen, Symphonist, 1952 veröffentlicht), 1962 die Ehrenmedaille der Bruckner Society of America und 1991 die Namensgebung für den Asteroiden (4788) Simpson.

## Werke
Simpson trat vor allem als Komponist von 15 Streichquartetten (Nr. 9 ist eine Folge von 32 Variationen und Fuge über ein Thema von Joseph Haydn) sowie 11 Sinfonien hervor. In seinen Sinfonien sind Einflüsse von Anton Bruckner spürbar (besonders in architektonischer Hinsicht), vor allem in den früheren wird man zuweilen an Carl Nielsen erinnert. Die Tonsprache ist freitonal und oft dissonant, beruht aber immer auf einem tonalen Kern. Elemente in Simpsons sinfonischem Schaffen sind das große Format seiner Werke, die häufig vollständig auf einem einzigen rhythmischen Puls basieren und die die Spannungen zwischen Tonarten oder einzelnen Intervallen in bisher unbekannter Tiefe ausloten.
Es heißt, dass Robert Simpson 4 Sinfonien geschrieben und wieder vernichtet habe (eine davon verwendete serielle Verfahren), bevor er seine erste Sinfonie veröffentlichte. 
Die 1. Sinfonie war zugleich seine Doktorarbeit an der University of Durham. Das Werk, in drei verbundenen Sätzen, verwendet einen einzigen Grundpuls, der im schnelleren Tempo verdoppelt, und im langsameren Tempo halbiert wird. Außerdem stellt das Werk die Tonarten As und Es gegeneinander. Das Orchester wird in Standardbesetzung verwendet, allerdings werden hohe D-Trompeten anstelle von Trompeten in B herangezogen. Die Uraufführung übernahm das Danish State Radio Orchestra Kopenhagen.
In der 2. Sinfonie beschloss Simpson, die gleiche Besetzung wie Ludwig van Beethoven in seinen beiden ersten Sinfonien zu verwenden, allerdings wieder mit hohen Trompeten in D. Der Widmungsträger, Anthony Bernard, leitete die Uraufführung mit dem London Chamber Orchestra. Der tonale Konflikt dieser Sinfonie konzentriert sich auf H und die Tonarten eine große Terz darüber bzw. darunter (G und Es).
Die 3. Sinfonie ist Havergal Brian gewidmet, der Simpson in musikalischen Fragen ebenso beriet wie umgekehrt. Diese Sinfonie stellt in 2 Sätzen C-Dur und B in einen Konflikt, der am Ende in einem Septakkord gelöst wird. Die Uraufführung erfolgte durch das City of Birmingham Symphony Orchestra.
Zum ersten Mal ein Scherzo schreibt Simpson in seiner 4. Sinfonie; dieser Satz zitiert Joseph Haydns 76. Sinfonie in Es-Dur.
Ein Ganztonakkord beherrscht die 5. Sinfonie zumindest indirekt, auch wenn er nicht ständig erklingt. Zusammengesetzt aus drei ineinander geschachtelten Dezimen (C und E, D und Fis, As und C) soll dieser Akkord „den Teil des Verstandes, der einen selbstständig beobachtet, unabhängig davon, welche Erfahrungen man gesammelt hat“ repräsentieren. Das London Symphony Orchestra, dem das Werk gewidmet ist, führte das Werk erstmals auf.
Die 6. Sinfonie Simpsons zielt auf eine generelle Beschreibung des Wunders des Lebens ab. Das einsätzige Werk ist dem renommierten Gynäkologen Ian Craft gewidmet.
Die Idee bei der 7. Sinfonie bestand darin, ein Werk zu schreiben, das erst auf Langspielplatte eingespielt werden sollte, bevor es öffentlich aufgeführt wurde; dies schlug allerdings fehl, denn es wurde doch zuerst in einem Konzert gespielt. Die Komposition sollte sich in erster Linie an einen einzigen Zuhörer zu einer bestimmten Zeit richten, und nicht an eine größere Zahl. Da die Plattenaufnahme auch die 2. Sinfonie enthalten sollte, beschloss Simpson, ihre Dauer auf weniger als 30 Minuten zu begrenzen, und die gleiche Besetzung wie in der 2. Sinfonie zu verwenden.
Die Royal Philharmonic Society, finanziell unterstützt durch das Arts Council of Great Britain, gab Simpsons 8. Sinfonie in Auftrag, die dem Maler Anthony Dorrell und dessen Frau Daphne gewidmet wurde (Dorrell hatte Simpson porträtiert). Simpson war weiterhin an der Idee interessiert, für lediglich einen einzigen Zuhörer zu schreiben. So führte er Gespräche mit Dorrell, um herauszufinden, was für eine Art von Sinfonie dieser gerne hören würde. Jerzy Semkow leitete das Royal Danish Orchestra in der Uraufführung. Die Sinfonie fordert ein großes Orchester einschließlich Es-Klarinette, vier Hörnern und verdoppelten Pauken.
Simpson widmete die 9. Sinfonie seiner Frau Angela. Das Werk besteht aus einem Satz und wird von einem unveränderten Grundpuls getragen. Die Uraufführung spielte das Bournemouth Symphony Orchestra unter Leitung von Vernon Handley. Interessanterweise wird Anton Bruckners 3. Sinfonie d-moll zitiert, ein Werk, das Simpson zwar als noble, jedoch fehlerhafte Leistung kritisiert hatte.
Die 10. Sinfonie ist Vernon Handley gewidmet. Jeder der vier Sätze beginnt auf dieselbe Weise, mit einem Cis-Dur-Terzsextakkord und einem nach oben gerichteten Oktavsprung. Die gleiche Geste schließt das Werk ab.
Die zweisätzige 11. Sinfonie, wie die 2. und 7. Sinfonie für ein Orchester in klassischer Besetzung komponiert, wurde in England uraufgeführt. Ihr Widmungsträger ist der Dirigent Matthew Taylor.

## Veröffentlichungen
Als Musikschriftsteller arbeitete Simpson über die Musik von Johann Sebastian Bach, Anton Bruckner, Carl Nielsen und Jean Sibelius. Er verfasste 2 Bücher über Bruckner, Bruckner and the Symphony (1960) und The Essence of Bruckner (1967); ein Buch über Carl Nielsen, Carl Nielsen, Symphonist, Bücher über andere Komponisten sowie Essays, darüber hinaus übernahm er in manchen Veröffentlichungen die Rolle des Herausgebers. Für diverse Schallplattenproduktionen und viele Konzerte schrieb er Einführungstexte, die aber nicht alle erhalten sind.